# Rose Schneiderman
Rose Schneiderman (Sawin, 6 aprile 1882 – New York, 11 agosto 1972) è stata un'attivista statunitense.
Nata in Polonia, è una tra le più importanti figure di dirigenti sindacali femministe e socialiste.

## Biografia
Come membro della New York Women's Trade Union League, attirò le attenzioni sulle insicurezza delle condizioni di lavoro in seguito all'incendio della fabbrica Triangle di New York nel 1911 e contribuì al successo del referendum nello stato di New York del 1917, che conferì alle donne il diritto di voto. A Schneiderman è attribuita la coniazione della frase  "il pane e le rose", per indicare un diritto al lavoro delle donne come strumento per raggiungere obiettivi e condizioni di vita superiori rispetto alla pura e semplice sussistenza.